# Wereldkampioenschappen zwemmen 2011 – 200 meter vlinderslag mannen
De 200 meter vlinderslag mannen op de wereldkampioenschappen zwemmen 2011 vond plaats op 26 juli, series en halve finales, en 27 juli 2011, finale. Omdat het zwembad waarin de wedstrijd gehouden werd 50 meter lang is, bestond de race uit vier baantjes. Na afloop van de series kwalificeerden de zestien snelste zwemmers zich voor de halve finales, de snelste acht uit de halve finales gingen door naar de finale. Regerend wereldkampioen was Michael Phelps uit de Verenigde Staten.

## Podium
| Goud           | Goud | Zilver          | Zilver | Brons   | Brons |
| -------------- | ---- | --------------- | ------ | ------- | ----- |
| Michael Phelps | USA  | Takeshi Matsuda | JPN    | Wu Peng | CHN   |

## Records
Voorafgaand aan het toernooi waren dit het wereldrecord en het kampioenschapsrecord
| Wereldrecord en Kampioenschapsrecord | Michael Phelps | 1.51,51 | Rome | 29 juli 2009 |

## Uitslagen

### Series
| Rang | Serie | Baan | Naam                    | Land                   | Tijd    | Bijz. |
| ---- | ----- | ---- | ----------------------- | ---------------------- | ------- | ----- |
| 1    | 5     | 7    | Dinko Jukić             | Oostenrijk             | 1.55,26 | Q     |
| 2    | 5     | 1    | Leonardo de Deus        | Brazilië               | 1.55,55 | Q     |
| 3    | 3     | 4    | Bence Biczó             | Hongarije              | 1.55,71 | Q     |
| 4    | 3     | 3    | Tyler Clary             | Verenigde Staten       | 1.55,95 | Q     |
| 5    | 5     | 4    | Takeshi Matsuda         | Japan                  | 1.55,98 | Q     |
| 6    | 5     | 3    | Chen Yin                | China                  | 1.56,23 | Q     |
| 7    | 3     | 2    | Chad le Clos            | Zuid-Afrika            | 1.56,37 | Q     |
| 8    | 5     | 6    | László Cseh             | Hongarije              | 1.56,39 | Q     |
| 9    | 5     | 5    | Paweł Korzeniowski      | Polen                  | 1.56,51 | Q     |
| 10   | 3     | 7    | Marcin Cieslak          | Polen                  | 1.56,56 | Q     |
| 11   | 4     | 4    | Michael Phelps          | Verenigde Staten       | 1.56.77 | Q     |
| 12   | 3     | 8    | Stefanos Dimitriadis    | Griekenland            | 1.56,82 | Q     |
| 13   | 3     | 1    | Ioannis Drymonakos      | Griekenland            | 1.56,88 | Q     |
| 14   | 3     | 5    | Kaio de Almeida         | Brazilië               | 1.56,92 | Q     |
| 15   | 4     | 3    | Wu Peng                 | China                  | 1.56,98 | Q     |
| 16   | 3     | 6    | Michael Rock            | Verenigd Koninkrijk    | 1.57,03 | Q     |
| 17   | 5     | 8    | Sebastien Rousseau      | Zuid-Afrika            | 1.57,15 |       |
| 18   | 5     | 2    | Jayden Hadler           | Australië              | 1.57,17 |       |
| 19   | 2     | 7    | Velimir Stjepanovic     | Servië                 | 1.57,40 |       |
| 20   | 4     | 5    | Ryusuke Sakata          | Japan                  | 1.57,66 |       |
| 21   | 2     | 3    | Robert Zbogar           | Slovenië               | 1.57,71 |       |
| 22   | 4     | 6    | Nikolaj Skvortsov       | Rusland                | 1.57,85 |       |
| 23   | 2     | 6    | Chang Gyu-cheol         | Zuid-Korea             | 1.58,02 |       |
| 24   | 4     | 7    | Joseph Roebuck          | Verenigd Koninkrijk    | 1.58,20 |       |
| 25   | 4     | 1    | Stefan Hirniak          | Canada                 | 1.58,72 |       |
| 26   | 4     | 8    | Hsu Chi-Chieh           | Chinees Taipei         | 1.59,33 |       |
| 27   | 2     | 1    | Gal Nevo                | Israël                 | 1.59,68 |       |
| 28   | 2     | 4    | Duarte Mourao           | Portugal               | 1.59,81 |       |
| 29   | 2     | 8    | Israel Duran            | Mexico                 | 2.00,55 |       |
| 30   | 2     | 5    | Omar Pinzón             | Colombia               | 2.00,79 |       |
| 31   | 1     | 2    | Diego Castillo Granados | Panama                 | 2.00,80 |       |
| 32   | 4     | 2    | Travis Nederpelt        | Australië              | 2.00,98 |       |
| 33   | 1     | 4    | Vo Nguyen               | Vietnam                | 2.01,25 |       |
| 34   | 2     | 2    | Jan Sefl                | Tsjechië               | 2.01,34 |       |
| 35   | 1     | 8    | Hocine Haciane          | Andorra                | 2.04,14 |       |
| 36   | 1     | 6    | Jessie Lacuna           | Filipijnen             | 2.04,23 |       |
| 37   | 1     | 3    | Donny Utomo             | Indonesië              | 2.05,23 |       |
| 38   | 1     | 5    | Hoàng Quý Phước         | Vietnam                | 2.05,42 |       |
| 39   | 1     | 1    | Edwin Angjeli           | Albanië                | 2.06,68 |       |
| 40   | 1     | 7    | Rommie Benjamin         | Dominicaanse Republiek | 2.06,75 |       |

### Halve finales
| Rang | Naam                 | Land                | Tijd    | Serie | Baan | Bijz. |
| ---- | -------------------- | ------------------- | ------- | ----- | ---- | ----- |
| 1    | Takeshi Matsuda      | Japan               | 1.54,30 | 2     | 3    | Q     |
| 2    | Chen Yin             | China               | 1.54,80 | 1     | 3    | Q     |
| 3    | Michael Phelps       | Verenigde Staten    | 1.54,85 | 2     | 7    | Q     |
| 4    | Dinko Jukić          | Oostenrijk          | 1.54,94 | 2     | 4    | Q     |
| 5    | Wu Peng              | China               | 1.55,28 | 2     | 8    | Q     |
| 6    | Bence Biczó          | Hongarije           | 1.55,35 | 2     | 5    | Q     |
| 7    | Chad le Clos         | Zuid-Afrika         | 1.55,56 | 2     | 6    | Q     |
| 8    | Paweł Korzeniowski   | Polen               | 1.55,85 | 2     | 2    | Q     |
| 9    | Tyler Clary          | Verenigde Staten    | 1.56,01 | 1     | 5    |       |
| 10   | Kaio de Almeida      | Brazilië            | 1.56,06 | 1     | 1    |       |
| 11   | Marcin Cieslak       | Polen               | 1.56,13 | 1     | 2    |       |
| 12   | László Cseh          | Hongarije           | 1.56,32 | 1     | 6    |       |
| 13   | Leonardo De Deus     | Brazilië            | 1.57,58 | 1     | 4    |       |
| 14   | Ioannis Drymonakos   | Griekenland         | 1.57,77 | 2     | 1    |       |
| 15   | Stefanos Dimitriadis | Griekenland         | 1.58,16 | 1     | 7    |       |
| 16   | Michael Rock         | Verenigd Koninkrijk | 1.58,78 | 1     | 8    |       |

### Finale
| Rang   | Naam               | Land             | Tijd    | Baan | Bijz. |
| ------ | ------------------ | ---------------- | ------- | ---- | ----- |
| Goud   | Michael Phelps     | Verenigde Staten | 1.53,34 | 3    |       |
| Zilver | Takeshi Matsuda    | Japan            | 1.54,01 | 4    |       |
| Brons  | Wu Peng            | China            | 1.54,67 | 2    |       |
| 4      | Chen Yin           | China            | 1.55,00 | 5    |       |
| 5      | Chad le Clos       | Zuid-Afrika      | 1.55,07 | 1    |       |
| 6      | Paweł Korzeniowski | Polen            | 1.55,39 | 8    |       |
| 7      | Dinko Jukić        | Oostenrijk       | 1.55,48 | 6    |       |
| 8      | Bence Biczó        | Hongarije        | 1.55,53 | 7    |       |